# Joan Roma i Cunill
Joan Roma i Cunill (Borredà, 25 de novembre de 1950) és un polític català.
Llicenciat en ciències de l'educació per la Universitat Nacional d'Educació a Distància (UNED). Ha estudiat francès, anglès, alemany i rus. Visqué set anys a Berna (Suïssa) on compaginà estudis i feina en la xarxa d'acadèmies d'idiomes Inlingua; també hi fou copresident de l'associació Casa Nostra a Berna (1973-1979), i col·laborà en la revista Plançó. També fou membre de l'Assemblea de Catalunya.
Tornà de Suïssa el 1979 per encapçalar una candidatura a les eleccions municipals de 1979 a Borredà. Sortí escollit regidor, càrrec que ocupà fins al 1991, quan obtingué l'alcaldia. Ha estat membre de la Coordinadora d'Entitats Juvenils i Culturals del Berguedà (1983-1988) i col·labora regularment al diari Regió 7. Ha estat vicepresident del Consell de Muntanya del Berguedà (1984-1987) i membre del Consell Comarcal del Berguedà.
És conseller de la Federació XI del PSC-PSOE, fou elegit diputat al Parlament de Catalunya a les eleccions al Parlament de Catalunya de 1988, 1992 1999 i 2003. A les eleccions municipals de 2007 i 2011 fou reelegit alcalde de Borredà.
L'any 1974 va ser un dels fundadors de la comissió de festes de Borredà, i n'exercí de coordinador fins al 2007.